# Got to Give It Up
Got to Give It Up – piosenka nagrana przez amerykańskiego muzyka Marvina Gaye’a. Utwór napisał piosenkarz w odpowiedzi na żądanie jego wytwórni płytowej, chcącej wydać singiel z muzyką disco. Mała płyta została opublikowana w marcu 1977 roku.

## Popularność
Utwór Gaye’a dotarł na szczyt amerykańskiego zestawienia Hot 100 przygotowywanego przez periodyk Billboard. W Wielkiej Brytanii piosenka uplasowała się na pozycji 7. listy UK Singles Chart.

## Wersje innych wykonawców

### Wersja Aaliyah
Utwór „Got to Give It Up” został nagrany przez amerykańską piosenkarkę Aaliyah, który wydany został jako drugi singel promujący drugi jej studyjny album One in a Million (1996). Piosenka została zrealizowana we współpracy z raperem Slick Rickiem. Alternatywny miks tej kompozycji opublikowano po latach na płycie kompilacyjnej artystki I Care 4 U (2002).